# Ондатра

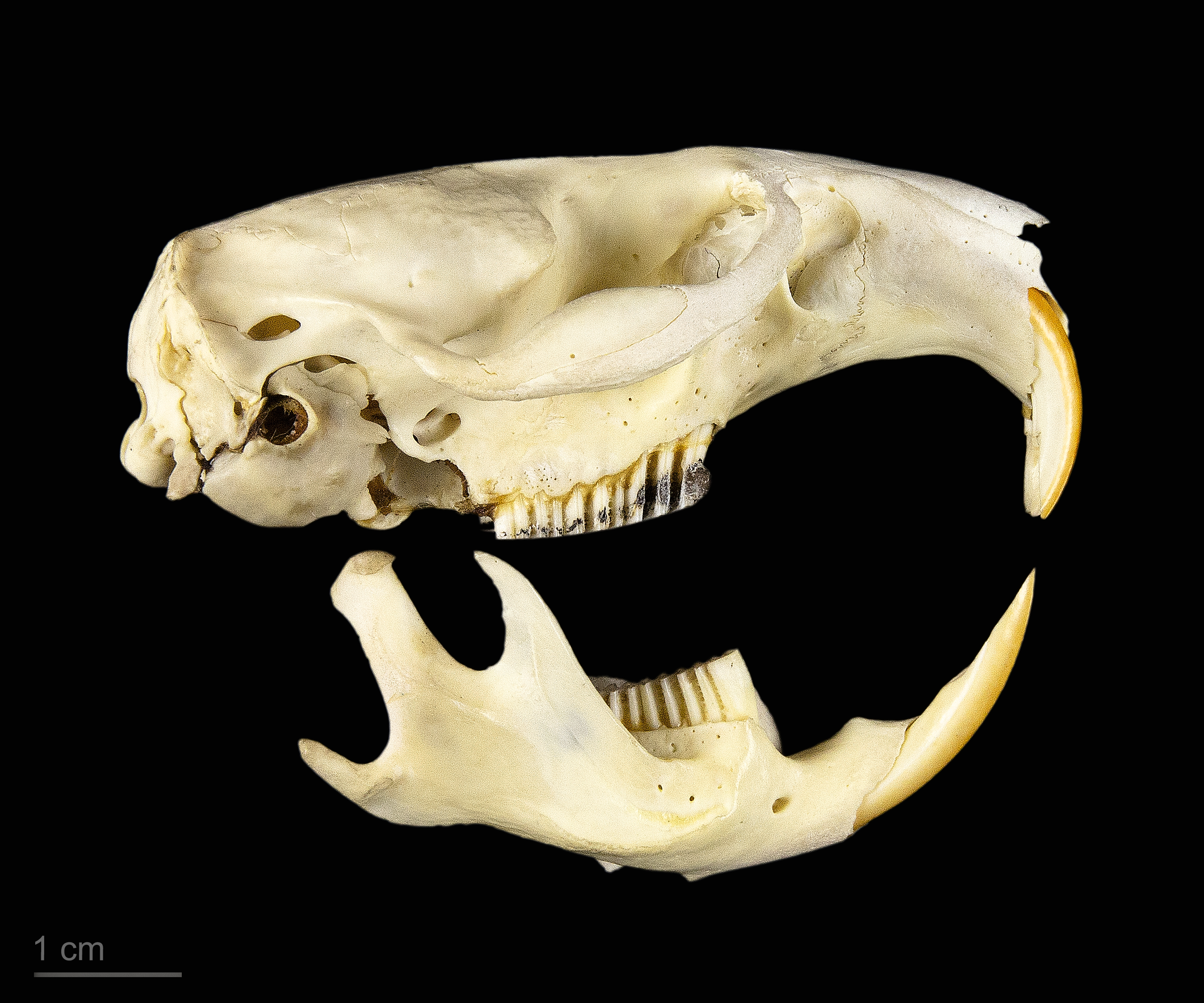
Ondatra zibethicus - Тулузский музеум

Онда́тра, или мускусная крыса (лат. Ondatra zibethicus), — вид наземных млекопитающих из подсемейства полёвок семейства хомяковых, крупнейший представитель семейства. Единственный современный вид рода ондатр. Вид и род ондатра составляет отдельную трибу подсемейства Полёвковых — Ondatrini, в которую входили как минимум три рода вымерших грызунов. Это полуводный грызун родом из Северной Америки, акклиматизированный в Евразии, в том числе в России.

## Внешний вид

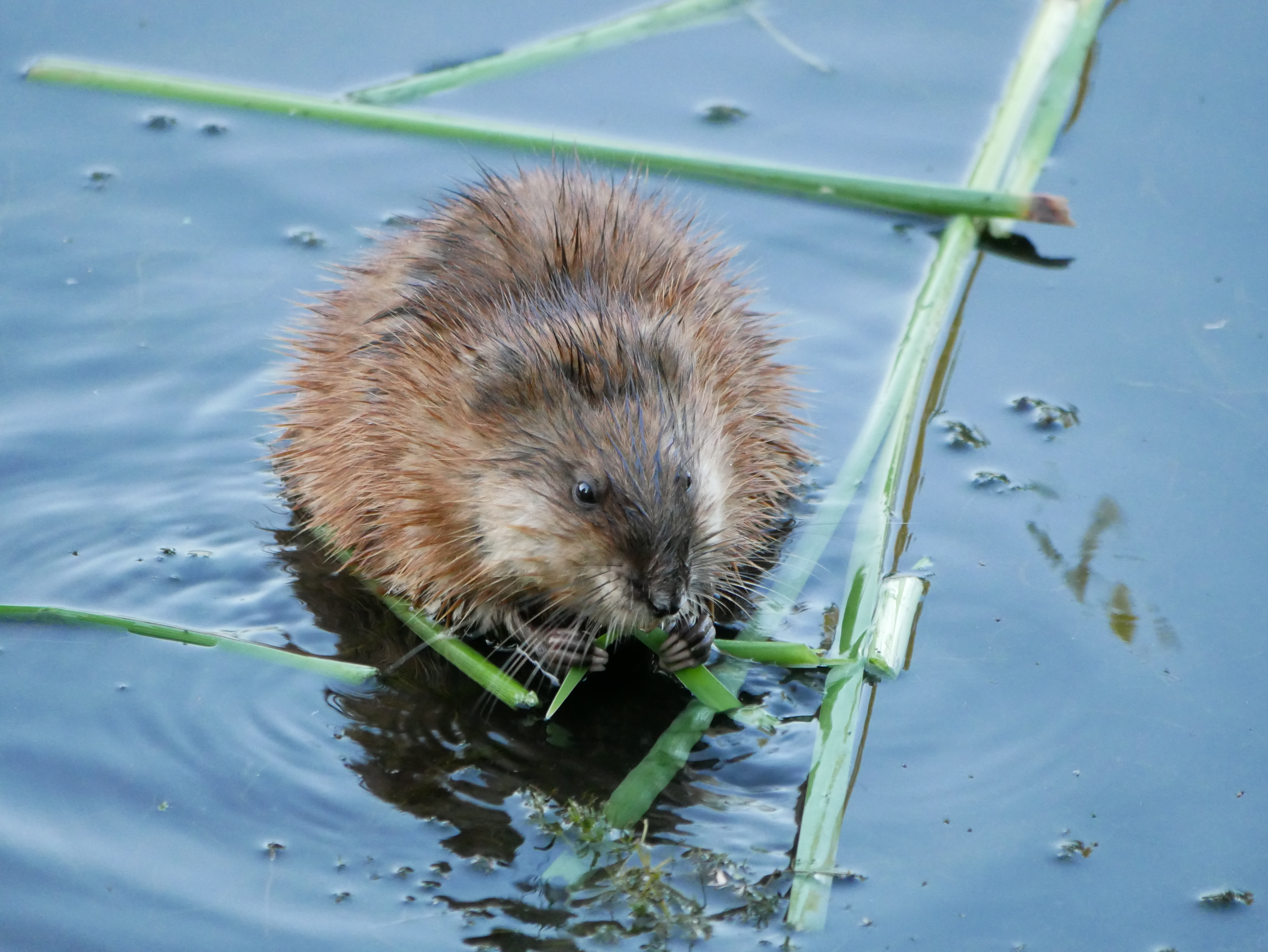
Взрослая особь

Внешне ондатра напоминает крысу (её часто называют мускусной крысой), однако она заметно крупнее обычного пасюка — масса взрослых особей может достигать 1,8 кг, хотя, как правило, они весят 1—1,5 кг. Длина тела — 23—36 см, длина хвоста почти равна длине тела — 18—28 см. Половой диморфизм не выражен. Ондатру иногда путают с нутрией.
Тело у ондатры толстоватое, шея короткая, голова небольшая и тупомордая. Её внешний облик свидетельствует об адаптации к водному образу жизни. Ушные раковины едва выступают из меха; глаза небольшие, высоко посаженные. Губы, как у бобров, обрастают резцы, изолируя их от ротовой полости, благодаря чему ондатра может отгрызать растения под водой, не захлёбываясь. Хвост уплощён с боков, покрыт мелкими чешуйками и редкими волосками, по его нижней стороне проходит гребень удлинённых жёстких волос. На задних лапах имеются плавательные перепонки, а по краям пальцев — окаймление из коротких волос.
Мех ондатры состоит из грубых остевых волос и мягкого подшёрстка. Окраска спины и конечностей от тёмно-коричневой до чёрной. Брюхо светлее, иногда серовато-голубое. Летом окрас светлеет. Мех очень густой, плотный и пышный, что обусловливает его водонепроницаемость. Ондатра постоянно следит за своим мехом: смазывает жировыми выделениями и расчёсывает.
Ещё одним приспособлением к водному образу жизни является повышенное содержание в крови гемоглобина, а в мышцах миоглобина, что создаёт дополнительные запасы кислорода при погружении под воду. Другой специальной адаптацией является гетеротермия, способность регулировать приток крови к конечностям и хвосту; конечности у ондатры обычно холоднее, чем тело.

## Распространение
Первоначально ондатра была распространена в околоводных биотопах Северной Америки, почти повсеместно — от Аляски и Лабрадора до Техаса и северной Мексики. Несколько раз завозилась в Европу и в итоге широко расселилась по Евразии, вплоть до Монголии, Китая и Кореи.
В России ареал ондатры идёт от границ Финляндии через всю лесную зону Европейской части России и значительную часть лесостепной и таежной зон Сибири до Дальнего Востока и Камчатки.

## Образ жизни

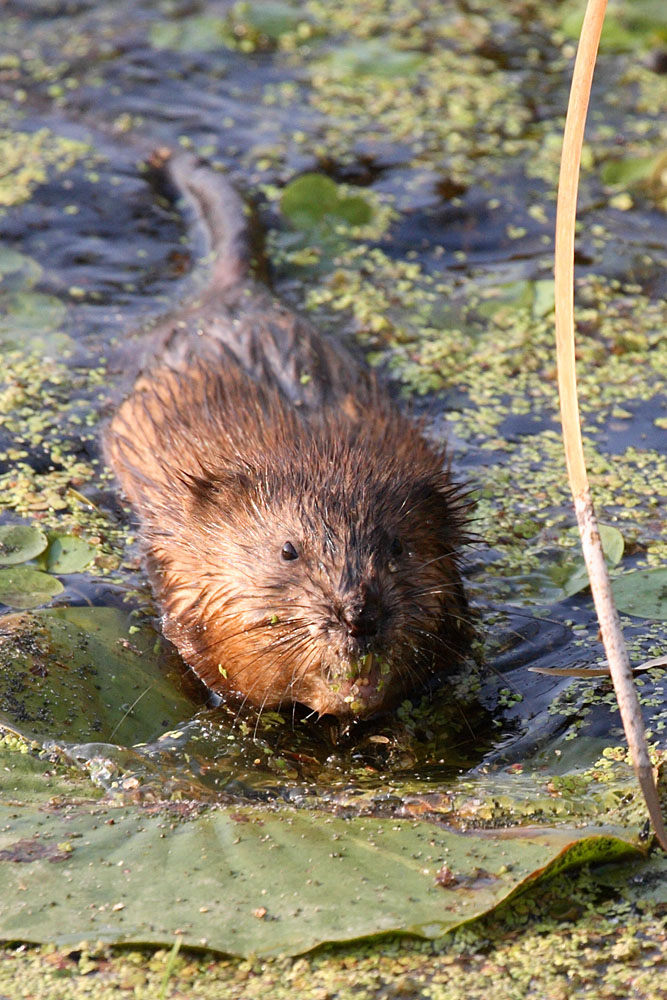
Ондатра в водной среде

Ондатра ведёт полуводный образ жизни, селится по берегам рек, озёр, каналов и особенно охотно — пресноводных болот. Она предпочитает мелководные (1—2 м глубиной), непромерзающие водоёмы с берегами, покрытыми густой травянистой растительностью.
Активны ондатры круглосуточно, но чаще всего после заката и рано утром. Питаются прибрежными и водными растениями — тростником, рогозом, камышом, осокой, хвощами, стрелолистом, рдестами. Весной ондатра кормится молодыми стеблями и листьями, летом и осенью ест прикорневые части и корневища, зимой только корневища. Поедает также сельскохозяйственные культуры. Примесь животной пищи (моллюски, лягушки, рыба) постоянна, но незначительна.

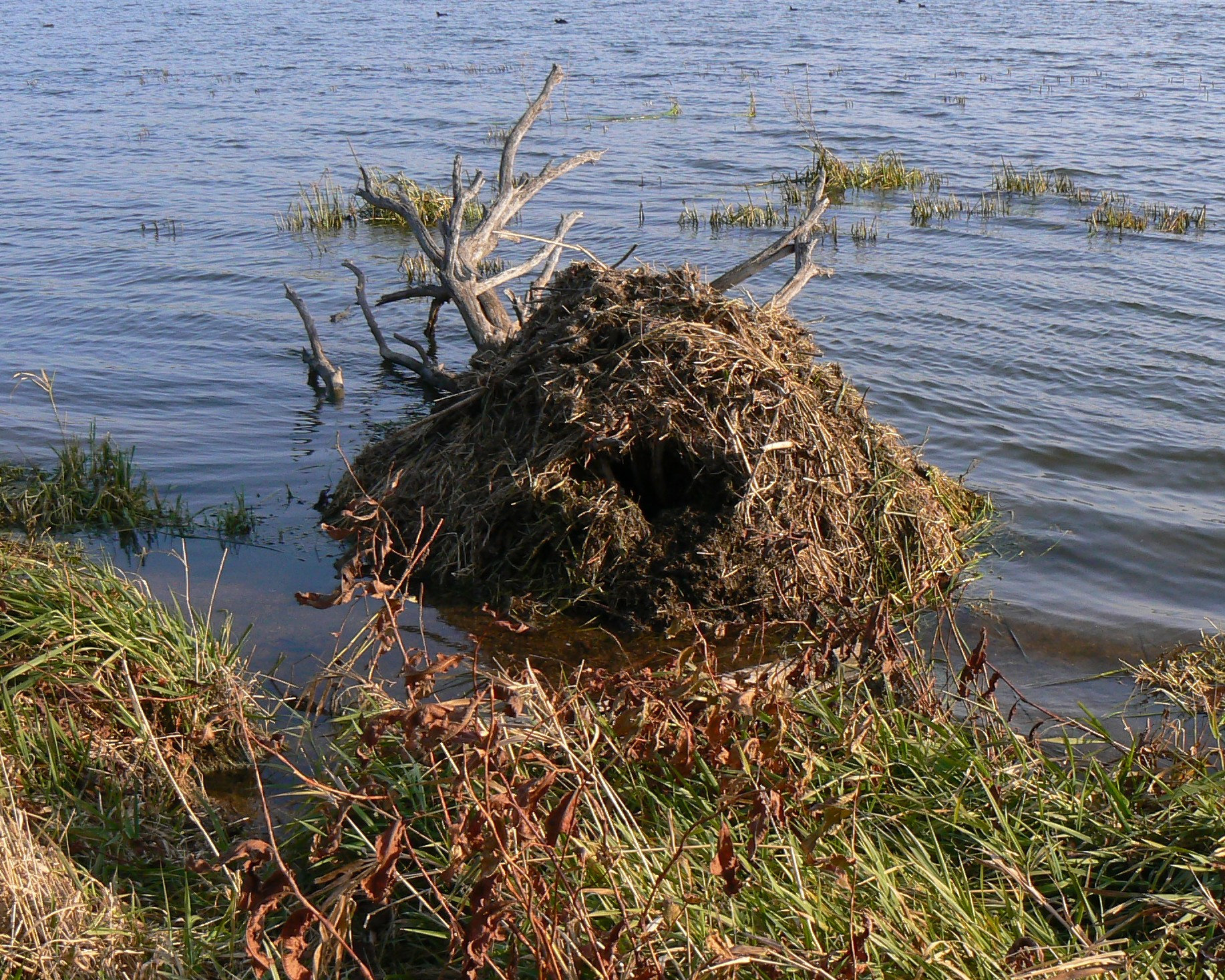
Хатка ондатры

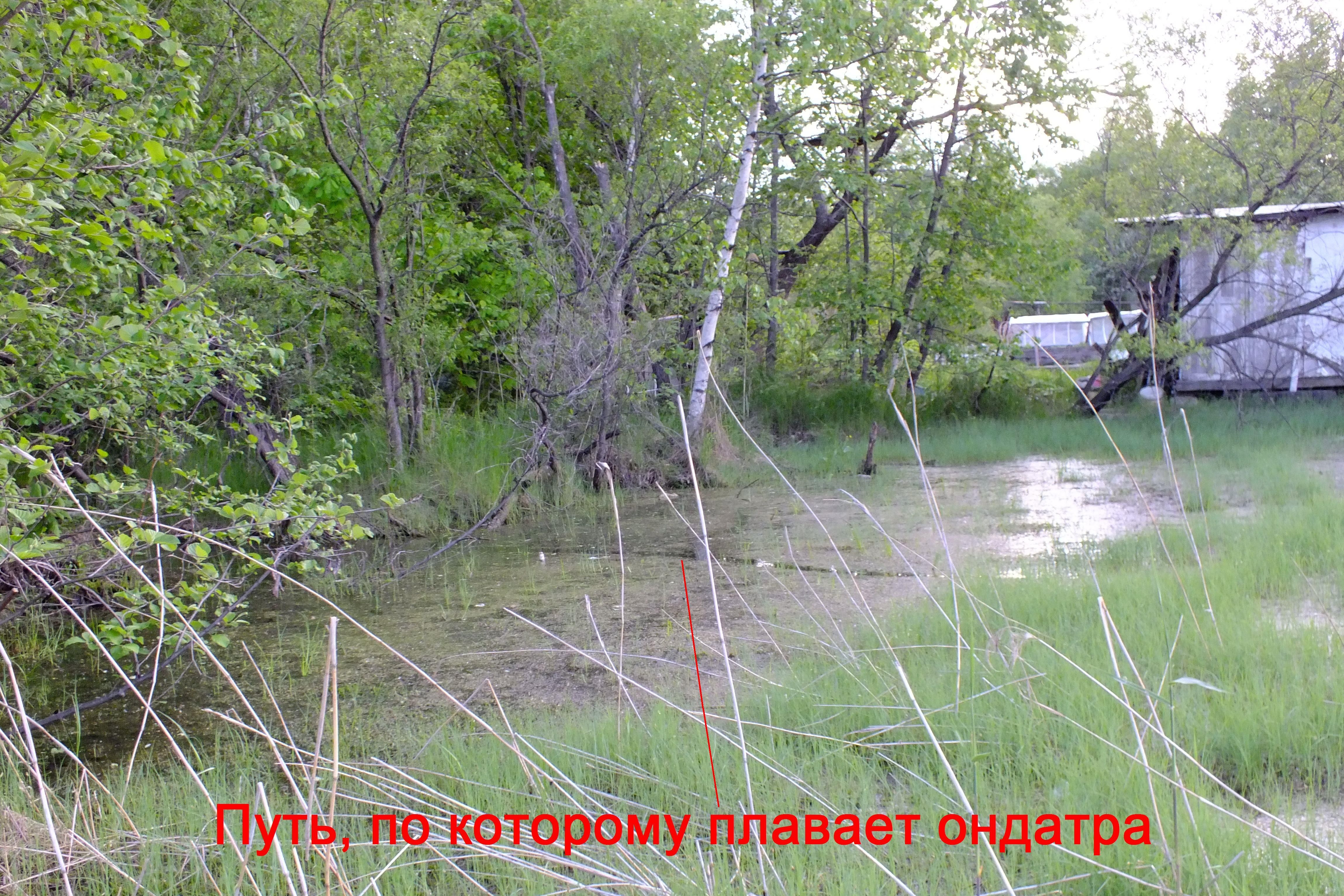
На поверхности заросших водоёмов видны «каналы», по которым предпочитают перемещаться ондатры

Для жилья ондатра строит норы и хатки. Нору роет в высоком берегу. Длина ходов нор различна, в крутых берегах 2—3 м, в пологих — до 10 м. Отверстие норы расположено под водой и снаружи не видно, а гнездовая камера находится выше уровня воды. Случается, что гнездовые камеры расположены в два этажа и соединены ходами — это предусмотрено на случай изменения уровня воды в водоёме. Даже в самые суровые морозы температура в гнездовых камерах ондатр не опускалась ниже 0 °C. На низких заболоченных берегах ондатра сооружает из стеблей водных растений (тростника, осоки, рогоза), скреплённых илом, надводные жилища — хатки высотой до 1—1,5 м. Вход в них тоже располагается под водой. Строит также плавучие и открытые гнёзда — кормовые площадки. Кроме жилых хаток ондатры строят и кладовые, где делают запасы корма на зиму.
Ондатры живут семейными группами, обладающими своими кормовыми участками. Паховые (перинеальные) железы самцов выделяют мускусный секрет, которым они метят территорию. К пришельцам нетерпимы, только во время зимовок образуют сборные группы. Весной самки прогоняют своё подросшее потомство с участка; при перенаселении известны случаи каннибализма. Весной и осенью ондатры, не имеющие своих семей и кормовых участков, совершают дальние миграции в поисках свободных водоёмов.
Из-за своей многочисленности ондатры играют важную роль в питании многих хищников, включая ильку, енота, выдру, енотовидную собаку, сипух, луней, аллигаторов, щук. Особенно большой ущерб наносят им норки, которые обитают в тех же биотопах, что и ондатры, и способны проникать в их норы через подводные ходы. На суше на ондатр охотятся лисы, койоты и бродячие собаки. На молодняк нападает даже ворона и сорока. Изредка норы и хатки ондатр разрушают волк, медведь, кабан. Обычно ондатра спасается от врагов под водой или в норе, но в безвыходном положении может отчаянно обороняться, используя зубы и когти.
Медлительная на земле, ондатра хорошо плавает и прекрасно ныряет. Без воздуха она может обходиться до 12—17 минут. Зрение и обоняние развиты слабо, в основном зверёк полагается на слух.

## Размножение
Беременность у самки длится 25—30 дней, в помёте в среднем 7-8 детёнышей. В северных областях за год бывает 2 выводка и размножение ограничено тёплыми месяцами — с марта по август; в южных размножение почти не прерывается, и самка за год может выкормить 4—5 выводков. Самец первые недели после родов приносит пищу кормящей самке, таким образом создавая условия для высокой выживаемости детёнышей. Детёныши при рождении слепые и весят около 22 г. На 10-й день они уже умеют плавать, а на 21-й начинают поедать растительные корма. К 30-му дню молодые ондатры становятся самостоятельными, однако на зиму остаются с родителями. Весной молодые ондатры расселяются.
Половой зрелости ондатры достигают в 7—12 месяцев. Максимальная продолжительность жизни — 3 года, в неволе — до 10 лет.

## Значение для человека и статус популяции

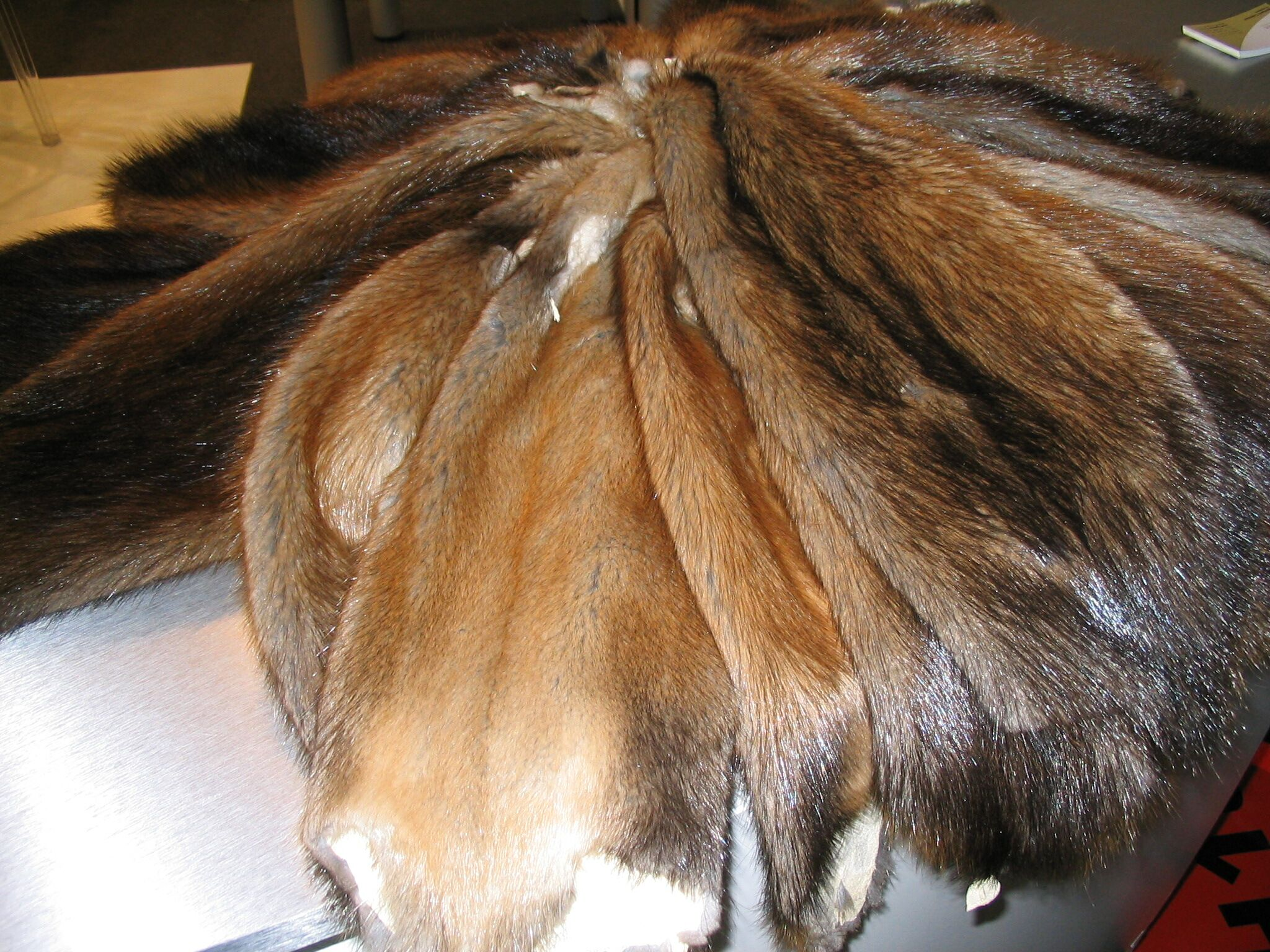
Шкурки ондатры

Ондатра — один из важнейших пушных промысловых видов, даёт ценную прочную шкурку. Мясо съедобно, в Северной Америке этого зверька даже называют «водяным кроликом».
В ряде мест роющей деятельностью ондатра вредит оросительной системе, дамбам и плотинам. Она наносит ущерб сельскому хозяйству, особенно рисоводству; бесконтрольно расплодившись, уничтожает водную и прибрежную растительность. Является природным носителем не менее десяти природно-очаговых заболеваний, включая туляремию и паратиф.
Ондатра является многочисленным и широко распространённым видом, поскольку плодовита и легко приспосабливается к изменениям среды обитания — постройке ирригационных каналов и т. д. Однако её численность подвержена естественным циклическим колебаниям — каждые 6—10 лет она по неизученным пока причинам резко падает.

## Интродукция в Евразию

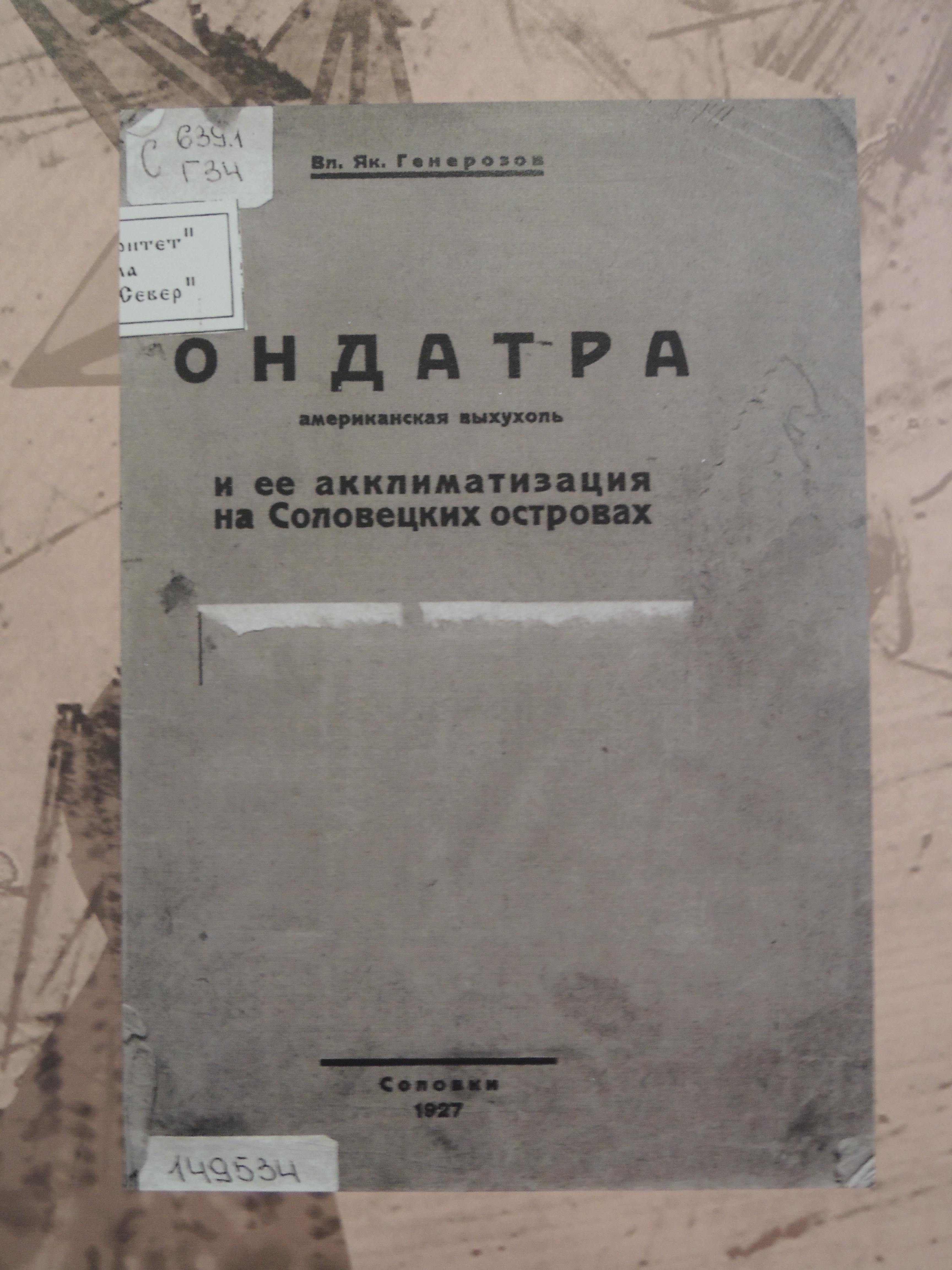
В. Я. Генерозов «Ондатра — американская выхухоль — и её акклиматизация на Соловецких островах» (Соловки, 1927)

Ондатру впервые завезли в Европу в 1905 году — несколько пар ондатр выпустили под Прагой, где они быстро освоились и, в отсутствие хищников, стали активно размножаться и расселяться. К 1933 году ондатра стала вполне обычна в странах Западной Европы. В Россию (СССР) этого грызуна впервые завезли в 1926 году, а уже к концу 1940-х годов ондатра оказалась в одном ряду с белкой как важный промысловый зверь. Из России грызун проник дальше — в Китай, Корею и Монголию.
Во многих европейских государствах ондатры рассматриваются как животные-вредители и активно уничтожаются; особенно в Нидерландах и Бельгии, где норы ондатр разрушают берега каналов и прудов, плотины и дамбы, а сами звери портят рыбацкие сети.
В 1926 году по инициативе профессора-охотоведа В. Я. Генерозова (1882—1963), который ещё до революции изучал организацию ондатрового хозяйства в США и Канаде, на нескольких озёрах Соловков была выпущена первая партия ондатры — таким образом, впервые в СССР был поставлен опыт акклиматизации и разведения этих зверьков. В августе 1929 года профессор Н. К. Верещагин впервые выпустил сотню канадских ондатр на материке — на территории современного Уватского района Тюменской области.

## Ондатра в искусстве

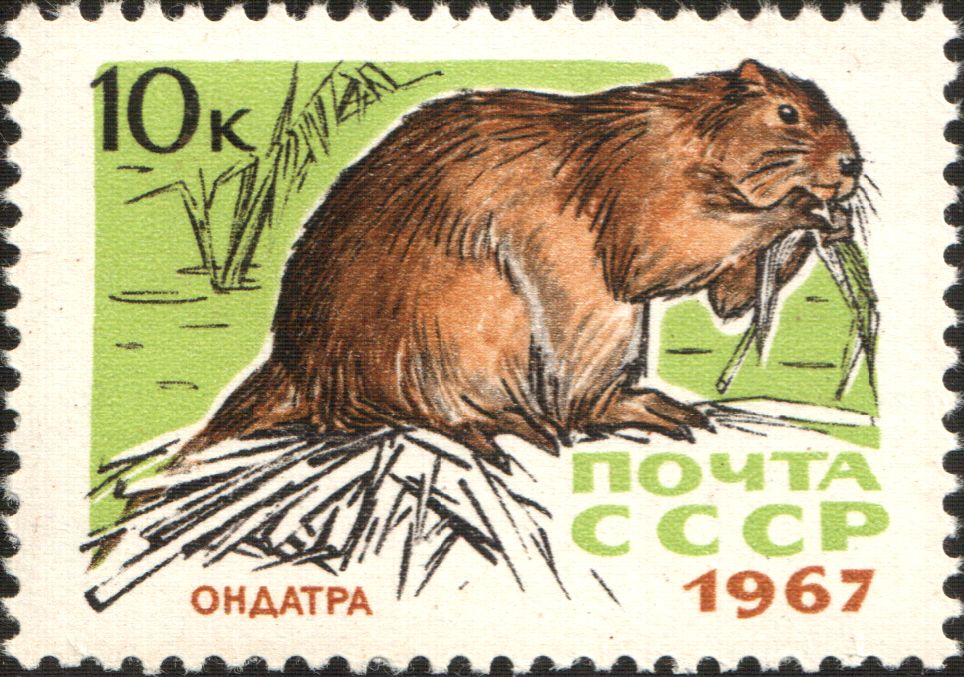
Марка СССР

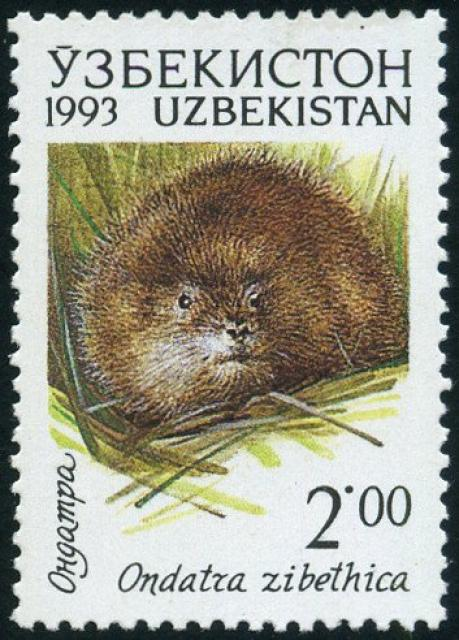
Ондатра. Почтовая марка Узбекистана 1993 года

- Философствующий Ондатр (в мужском роде) — один из персонажей серии книг о Муми-Тролле писательницы Туве Янссон.
- Летающий Ондатр — главный персонаж одноимённой песни Фёдора Чистякова.
- Король-Ондатра — лирический герой песни «Рассказ Короля-Ондатры о рыбной ловле в пятницу» российского музыканта Сергея Калугина из альбома «Nigredo».